# Dee Clark
Pour les articles homonymes, voir Clark.
Dee Clark (de son vrai nom Delecta Clark) est un chanteur de soul-rhythm and blues américain (7 novembre 1938, Blytheville, Arkansas - 7 décembre 1990, Toccoa, Géorgie), connu pour sa ballade Raindrops en 1961.

## Discographie

### Albums
- How About That (1959)
- Dee Clark (1959)
- You're Lookin' Good (1960)
- Hold On・・・It's Dee Clark (1961)
- Wondering (1968)

### Singles
- Nobody but You (1958)
- Raindrops (1961)
- Ride a White Horse (1975,UK)